# Baek Jin-hee
Baek Jin-hee (* 8. Februar 1990 in Seoul) ist eine südkoreanische Schauspielerin.

## Leben
Sie ist vor allem bekannt für ihre Rolle als rebellisches Mädchen, das sich mit einem Gastarbeiter aus Bangladesch anfreundet in dem Independentfilm Bandhobi (2009) und als Teenager, der seine Unterwäsche verkauft in der Sex-Komödie Foxy Festival (2010). Des Weiteren erhielt sie diverse Fernsehpreise für die Serien High Kick: Revenge of the Short Legged (2011), Empress Ki (2013) sowie Triangle (2014) und Pride and Prejudice (2014). 2017 spielt sie die Hauptrolle in der Dramaserie Missing Nine. Darin verkörpert sie die Stylistin eines Schauspielers. Bei einem Absturz des Privatflugzeugs des Labels, bei dem der Schauspieler unter Vertrag steht, strandet sie zusammen mit acht weiteren Personen auf einer Insel.
Sie hat zwei Schwestern.

## Filmografie

### Filme
- 2009: The Naked Kitchen (키친)
- 2009: Bandhobi (반두비)
- 2009: Missing Person (사람을 찾습니다 Saram-eul Chatseumnida)
- 2010: Acoustic (어쿠스틱)
- 2010: Foxy Festival (페스티발 Peseutibal)
- 2012: Yeolyeodeol, Yeolahop (열여덟,열아홉)
- 2013: Rockin’ on Heaven’s Door (뜨거운 안녕 Tteugeoun Annyeong)
- 2013: Horror Stories 2 (무서운 이야기 2 Museoun Iyagi 2)

### Fernsehserien
- 2008: Crime Season 2 (크라임 시즌2, Dramax)
- 2009–2010: Loving You a Thousand Times (천만번 사랑해 Cheonman-beon Saranghae, SBS)
- 2010: Drama Special „Bimil-ui Hwawon“ (비밀의 화원, KBS2)
- 2011: Drama Special „Heeosyo“ (헤어쇼, KBS2)
- 2011–2012: High Kick: Revenge of the Short Legged (하이킥 짧은 다리의 역습, MBC)
- 2012–2013: Jeon Woo-chi (전우치, KBS2)
- 2013: Pots of Gold (금 나와라 뚝딱 Geum Nawara Ttukttak, MBC)
- 2013–2014: Empress Ki (기황후 Gi Hwanghu, MBC)
- 2014: Triangle (트라이앵글, MBC)
- 2014–2015: Pride and Prejudice (오만과 편견 Oman-gwa Pyeongyeon, MBC)
- 2015: My Daughter, Geum Sa-wol (내 딸 금사월 Nae ttal Geum Sa-wol, MBC)
- 2017: Missing Nine (미씽나인, MBC)

## Auszeichnungen
- MBC Entertainment Awards 2011: Popularity Award für High Kick
- 2013: MBC Drama Award in der Kategorie beste Nachwuchsdarstellerin für Empress Ki
- 2014: Baeksang Arts Award in der Kategorie beste Nachwuchsdarstellerin (TV) für Empress Ki
- MBC Drama Awards 2014: Excellence Award, Actress in a Special Project Drama für Triangle und Pride and Prejudice